# (3863) Gilyarovskij
(3863) Gilyarovskij es un asteroide perteneciente al cinturón de asteroides, descubierto el 26 de septiembre de 1978 por la astrónoma ucraniana Liudmila Zhuravliova desde el Observatorio Astrofísico de Crimea (República de Crimea).

## Designación y nombre
Designado provisionalmente como 1978 SJ3. Fue nombrado Gilyarovskij en honor al escritor y periodista ruso – soviético Vladímir Guiliarovski.